# Fred Wander
Fred Wander (Vienna, 5 gennaio 1917 – Vienna, 10 luglio 2006) è stato uno scrittore austriaco di origine ebraica.
Fino al 1950 si chiamò Fritz Rosenblatt, dopodiché cambiò ufficialmente il suo nome (non assunse uno pseudonimo o un nome d'arte come spesso si crede) e divenne a tutti gli effetti anagrafici Fred Wander; Wander ricorda infatti il sostantivo tedesco “Wanderer”, ossia il viandante, quale egli, in quanto ebreo, si considerava.
Nel 1955, con la seconda moglie si trasferì nella DDR (che lascerà nel 1983 per stabilirsi definitivamente a Vienna) dove incominciò la sua carriera di scrittore libero professionista. In questo periodo egli riuscì a pubblicare il suo primo libro sui campi di concentramento. Nel 1968 Kitty, la figlia di undici anni, muore in un incidente. Quel dolore costituì la spinta irresistibile che fece riaffiorare le memorie della prigionia. È del 1971 la pubblicazione del suo capolavoro “Der siebente Brunnen”- ”Il settimo pozzo” che si inserisce nel solco della migliore narrativa sulla Shoah e che nei paesi di lingua tedesca è ormai considerato un classico. In questo libro Fred Wander restituisce una voce e un volto unici ai suoi compagni di prigionia - in prevalenza ebrei provenienti da ogni parte d'Europa - con i loro momenti di grandezza ma anche con le loro meschinerie.
Il 10 luglio 2006 muore nel suo appartamento viennese.

## Riconoscimenti
- (1967) Premio Theodor Fontane
- (1972) Premio Heinrich Mann
- (1996) Premio austriaco per la letteratura
- (2003) Premio Theodor Kramer
- (2006) Premio letterario della città di Vienna

## Opere pubblicate in Italia
- Der siebente Brunnen, 1971; Neuauflage 2005- Il settimo pozzo, Einaudi, 2007 (traduzione di Ada Vigliani)
- Hôtel Baalbek, trad. di Ada Vigliani, Einaudi, Torino 2011